# Лесное (озеро, Вологодская область)
Лесно́е — озеро в Вологодской области России. Располагается в северо-западной части Харовского района, к северу от Азлецкого озера, в 51 км к северо-западу от Харовска. Относится к бассейну Кубенского озера. 
Площадь зеркала — 2,1 км². Площадь водосборного бассейн озера составляет 18,3 км². Высота над уровнем моря — 168,6 м. Длина озера — 2 км, в центральной части ширина достигает 1,5 км.
Форма озера овальная, береговая линия слабо изрезана. Небольшой остров у юго-западного берега. Берега низкие, сильно заболоченные, поросшие елово-берёзовым лесом. На северо-западе впадает безымянный ручей, на западе вытекает река Сохта. Населённые пункты на берегу отсутствуют, но к юго-западу расположен кластер деревень Азлецкого сельского поселения.
Код объекта в государственном водном реестре — 03020100111103000003525.